# Центральный Дели
Центральный Дели (англ. Central Delhi) — округ на западе Дели (Национальной столичной территории Дели). На территории округа расположен главный деловой район города и много исторических памятников, в частности Красный форт, Старый Дели или Шахджаханабад, главная мечеть города Джама-Масджид.